# Večný dážď
Věčný dážď je skalní práh nalézající se ve Velické dolině Vysokých Tater. Skalní práh je specifický svým vodním závojem, který vytváří stékající voda.
Tvoří ho několik metrů vysoký skalní práh s převisy v lokalitě Kvetnica, po kterých nepřetržitě stéká voda. Vytváří tak vodní závoj, připomínající neustálé mrholení.

## Přístup
Přístupný je po  turistické značce od Sliezskeho domu.